# Gündüz Ökçün
Ahmet Gündüz Ökçün né en 1936 à Eskişehir et mort le 26 novembre 1986 à Ankara, est un homme politique et universitaire.
Il est diplômé de la faculté des sciences politiques de l'université d'Ankara. Il est assistant du droit privé des États à la faculté de droit de l'Université d'Ankara. En 1974, il devient professeur et entre 1976-1977 il est le doyen de la faculté des sciences politiques de l'université d'Ankara. Il est élu député d'Eskişehir sur la liste de CHP en 1977, il est ministre des Affaires étrangères à deux reprises (1977 et 1978-1979). Après le coup d'État de 1980 il est mort à cause d'une crise cardiaque en 1986.